# Opuschki (Kaliningrad, Gurjewsk)
Opuschki (russisch Опушки, deutsch Adlig Gallgarben) ist ein kleiner Ort in der russischen Oblast Kaliningrad. Er gehört zur kommunalen Selbstverwaltungseinheit Stadtkreis Gurjewsk im Rajon Gurjewsk.

## Geographische Lage
Opuschki liegt 25 Kilometer nordöstlich der Stadt Kaliningrad (Königsberg) westlich der Kommunalstraße 27K-070 von Uslowoje ((Königlich) Neuendorf) über Roschkowo (Perwissau) nach Saliwnoje (Postnicken). Eine Bahnanbindung besteht nicht.

## Geschichte
Das vor 1946 Adlig Gallgarben genannte Gutsdorf (in nur zwei Kilometer Entfernung zur Landgemeinde Königlich Gallgarben, heute russisch: Marschalskoje) wurde 1874 in den neu geschaffenen Amtsbezirk Gallgarben (Marschalskoje) eingegliedert. Er gehörte bis 1939 zum Landkreis Königsberg (Preußen), von 1939 bis 1945 zum Landkreis Samland im Regierungsbezirk Königsberg der preußischen Provinz Ostpreußen.
Im Jahre 1910 waren in Adlig Gallgarben 78 Einwohner registriert. Am 30. September 1928 gab Adlig Gallgarben seine Selbständigkeit auf und schloss sich mit Königlich Gallgarben zur neuen Landgemeinde Gallgarben zusammen.
Infolge des Zweiten Weltkrieges kam Adlig Gallgarben mit dem nördlichen Ostpreußen. Im Jahr 1950 erhielt der Ort die russische Bezeichnung Opuschki und wurde gleichzeitig dem Dorfsowjet Saliwenski selski Sowet im Rajon Gurjewsk zugeordnet. Später gelangte der Ort in den Marschalski selski Sowet. Von 2008 bis 2013 gehörte Opuschki zur Landgemeinde Chrabrowskoje selskoje posselenije und seither zum Stadtkreis Gurjewsk.

## Kirche
Mit seiner vorwiegend evangelischen Bevölkerung war Adlig Gallgarben bis 1945 in das Kirchspiel Schaaken mit Pfarrsitz in Schemtschuschnoje (Kirche Schaaken) eingepfarrt. Es gehörte zum Kirchenkreis Königsberg-Land II innerhalb der Kirchenprovinz Ostpreußen der Kirche der Altpreußischen Union. Heute liegt Opuschki im Einzugsgebiet der neugegründeten evangelisch-lutherischen Gemeinde in Marschalskoje (Gallgarben), die eine Filialgemeinde der Auferstehungskirche in Kaliningrad (Königsberg) ist und zur Propstei Kaliningrad der Evangelisch-lutherischen Kirche Europäisches Russland (ELKER) gehört.

## Persönlichkeiten
- Willy Pollack (1887–1946), deutscher Buch- und Kunsthändler, Verleger, Herausgeber, Autor und Förderer des deutschsprachigen literarischen Expressionismus